# Tour d'Émilie 2019
La 102e édition du Tour d'Émilie a lieu le 5 octobre 2019 entre Bologne et San Luca, sur une distance de 207,4 kilomètres. Elle fait partie du calendrier UCI Europe Tour 2019 en catégorie 1.HC. C'est également l'une des manches de la Coupe d'Italie.

## Présentation

### Équipes
Vingt-cinq équipes sont au départ de la course : onze équipes UCI WorldTeam, huit équipes continentales professionnelles et six équipes continentales.
| WorldTeams (11)- Trek-Segafredo - Team Jumbo-Visma - Mitchelton-Scott - Movistar Team - Astana - Groupama-FDJ - EF Education First - UAE Team Emirates - AG2R La Mondiale - Bahrain-Merida - Ineos Équipes continentales professionnelles (8)- Arkéa-Samsic - Neri Sottoli-Selle Italia-KTM - Wanty-Groupe Gobert - Nippo Vini Fantini Faizanè - Gazprom-RusVelo - Androni Giocattoli-Sidermec - Bardiani CSF - Caja Rural-Seguros RGA Équipes continentales (6)- Sangemini-Trevigiani-MG.Kvis - Amore & Vita-Prodir - Petroli Firenze-Maserati-Hopplà - Team Colpack - Giotti Victoria-Palomar - Biesse Carrera Gavardo |
| |

## Classement final
| \| Classement général \| Classement général \| Classement général \| Classement général \| Classement général \| \| Coureur \| Coureur \| Pays \| Équipe \| Temps \| \| ------------------ \| ------------------ \| ------------------ \| ------------------ \| ------------------ \| \| 1er \| Primož Roglič \| Slovénie \| Team Jumbo-Visma \| 5 h 08 min 08 s \| \| 2e \| Michael Woods \| Canada \| EF Education First \| + 15 s \| \| 3e \| Sergio Higuita \| Colombie \| EF Education First \| + 15 s \| \| 4e \| Bauke Mollema \| Pays-Bas \| Trek-Segafredo \| + 17 s \| \| 5e \| Alejandro Valverde \| Espagne \| Movistar Team \| + 17 s \| \| 6e \| Diego Ulissi \| Italie \| UAE Team Emirates \| + 21 s \| \| 7e \| Pierre Latour \| France \| AG2R La Mondiale \| + 24 s \| \| 8e \| Jakob Fuglsang \| Danemark \| Astana \| + 24 s \| \| 9e \| Egan Bernal \| Colombie \| Team Ineos \| + 28 s \| \| 10e \| Gianluca Brambilla \| Italie \| Trek-Segafredo \| + 32 s \| |                    |          |                    |                 |
| |                    |          |                    |                 |
| Source : ProCyclingStats |                    |          |                    |                 |
| Classement général |                    |          |                    |                 |
| Coureur | Coureur            | Pays     | Équipe             | Temps           |
| 1er | Primož Roglič      | Slovénie | Team Jumbo-Visma   | 5 h 08 min 08 s |
| 2e | Michael Woods      | Canada   | EF Education First | + 15 s          |
| 3e | Sergio Higuita     | Colombie | EF Education First | + 15 s          |
| 4e | Bauke Mollema      | Pays-Bas | Trek-Segafredo     | + 17 s          |
| 5e | Alejandro Valverde | Espagne  | Movistar Team      | + 17 s          |
| 6e | Diego Ulissi       | Italie   | UAE Team Emirates  | + 21 s          |
| 7e | Pierre Latour      | France   | AG2R La Mondiale   | + 24 s          |
| 8e | Jakob Fuglsang     | Danemark | Astana             | + 24 s          |
| 9e | Egan Bernal        | Colombie | Team Ineos         | + 28 s          |
| 10e | Gianluca Brambilla | Italie   | Trek-Segafredo     | + 32 s          |